# Мокрая Овсянка
Мо́края Овся́нка — река в России, протекает по Пестравскому району Самарской области, исток реки лежит на границе с Саратовской областью. Устье реки находится в 493 км от устья Большого Иргиза по левому берегу. Длина реки составляет 47 км, площадь водосборного бассейна — 520 км².
Правый приток — Табунная Овсянка.

## Этимология
Существует версия о том, что название произошло от зарослей растений имеющих корень овс в названии (овсец, овсюк, овсяница и т. д.), которые заливались при половодьях или дождях.

## Данные водного реестра
По данным государственного водного реестра России относится к Нижневолжскому бассейновому округу, водохозяйственный участок реки — Большой Иргиз от истока до Сулакского гидроузла. Речной бассейн реки — Волга от верхнего Куйбышевского водохранилища до впадения в Каспий.
Код объекта в государственном водном реестре — 11010001612112100009681.